# 扎哈里角

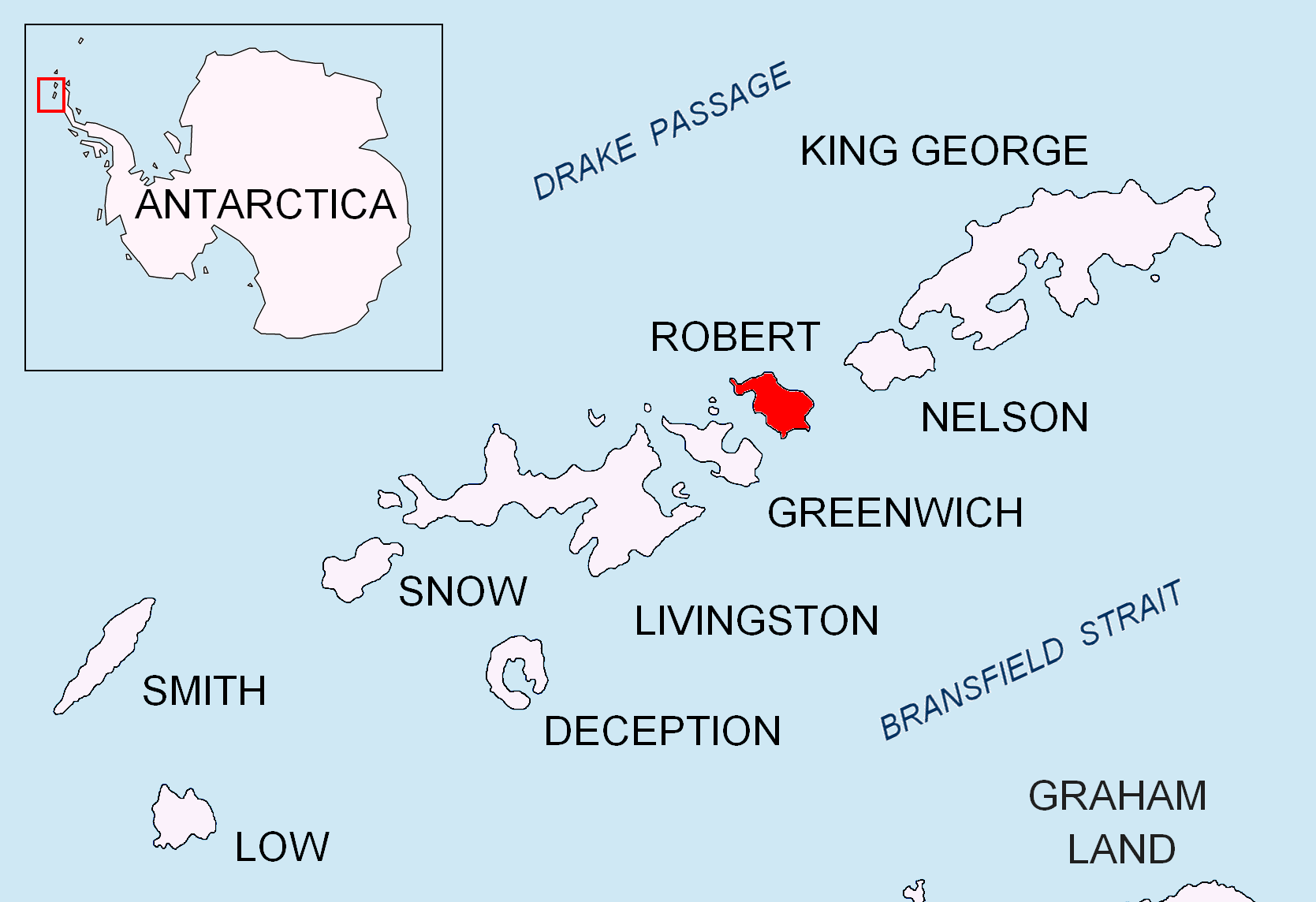

扎哈里角（英語：Zahari Point）是南極洲的海岬，位於南設得蘭群島中羅伯特島的西南岸，處於內格拉角東南面6.8公里、貝隆角東南面1.8公里和愛德華茲角西北面2公里，以保加利亞的作家命名。

## 外部連結
- SCAR Composite Gazetteer of Antarctica（页面存档备份，存于）.

62°26′58″S 59°32′08″W / 62.44944°S 59.53556°W